# Johannes Hellermann
Johannes Hellermann (* 30. März 1957 in Unna) ist ein deutscher Rechtswissenschaftler und Professor für Öffentliches Recht, Finanz- und Steuerrecht. Er ist Professor an der juristischen Fakultät der Universität Bielefeld.

## Werdegang
Nach seinem Studium der Rechtswissenschaft an der Universität in Bielefeld und der Albert-Ludwigs-Universität Freiburg war er einige Jahre als wissenschaftlicher Mitarbeiter u. a. von Ernst-Wolfgang Böckenförde tätig. Von 1989 bis 1991 arbeitete er im Bauverwaltungs- und Rechtsamt der Stadt Freiburg im Breisgau. Ab 1991 war er wissenschaftlicher Mitarbeiter beim Lehrstuhl von Joachim Wieland, promovierte in dieser Zeit mit dem Dissertationsthema „Die sogenannte negative Seite der Freiheitsrechte“ und habilitierte 1998 zum Thema „Örtliche Daseinsvorsorge und gemeindliche Selbstverwaltung“.
Ab 1998 war er als Vertreter der Lehrstuhlinhaber in den Universitäten Freiburg und Bielefeld tätig und wurde im Jahr 2000 als ordentlicher Professor an die Westfälische Wilhelms-Universität in Münster berufen.
Im Jahre 2002 war Johannes Hellermann Gastprofessor an der University of Virginia, School of Law, Charlottesville, USA.
Seit Oktober 2002 ist er an der Universität Bielefeld als Professor für Öffentliches Recht, Finanz- und Steuerrecht tätig.  Seine Forschungsschwerpunkte liegen im Verfassungsrecht, Finanz(verfassungs)recht, öffentlichen Wirtschaftsrecht und Kommunalrecht.
Von 2007 bis 2009 war er Prorektor für Studium und Lehre und von 2009 bis 2015 Prorektor für Qualitätsentwicklung der Universität Bielefeld.

## Veröffentlichungen
- Die Unabhängigkeit der Datenschutzkontrolle im nicht-öffentlichen Bereich. Datenschutz und Datensicherheit, 2000, gemeinsam mit Joachim Wieland
- Öffentliches Recht in Nordrhein-Westfalen, Landesrecht in Nordrhein-Westfalen, erschienen im C.H.Beck Verlag, ISBN 3-406-59529-4
- Örtliche Daseinsvorsorge und gemeindliche Selbstverwaltung, Jus Publicum, Band 54, 2000, ISBN 3-16-147220-9